# Presidente de Tayikistán
El presidente de la República de Tayikistán (en tayiko: Президенти Ҷумҳурии Тоҷикистон) es el jefe de Estado y del poder ejecutivo de Tayikistán. 
Según la Constitución tayika es el garante de la misma y las leyes, de los derechos y libertades del hombre y del ciudadano, de la independencia nacional, de la unidad y la integridad territorial, de la continuidad del Estado, del funcionamiento y la interacción de los órganos estatales en armonía, y del cumplimiento de los tratados internacionales de Tayikistán. Además ejerce el cargo de Comandante en jefe de las Fuerzas Armadas de Tayikistán.
El actual presidente es Emomali Rahmon quien ejerce de presidente desde el comienzo de la guerra civil en 1992 hasta la actualidad. Con ello se ha convertido en el presidente más longevo en el cargo de las antiguas repúblicas soviéticas de Asia Central.

## Historia de la presidencia
La última etapa de la Unión Soviética estaba caracterizada por la crisis económica y los problemas políticos internos. En un intento de reformar el país, el 15 de marzo de 1990 Gorbachov, presidente del Presidium del Sóviet Supremo de la Unión Soviética, fue elegido para el cargo recién creado de presidente de la Unión Soviética en el III Congreso de los Diputados del Pueblo de la Unión Soviética. Gorbachov propuso la firma de un Nuevo Tratado de la Unión para así salvar al país de la crisis.
Este nuevo tratado creaba un estado federal pero con autonomía de sus repúblicas federales, que adoptaron también el cargo de presidente de cada república. Estos cambios alentaron un movimiento dentro de las repúblicas socialistas que conformaban la Unión Soviética que buscaban una mayor autonomía, llamado Desfile de Soberanías, Tayikistán declaró su soberanía como una república dentro de la Unión de Repúblicas Socialistas Soviéticas en agosto de 1990. Entonces, Tayikistán, como otras repúblicas socialistas, adoptaron el cargo de presidente de la República en la jefatura del Estado. 
El primer presidente de Tayikistán Qahhor Mahkamov, quien mantuvo el cargo de primer secretario del Partido Comunista de Tayikistán y fue nombrado presidente de la República Socialista Soviética de Tayikistán en noviembre de 1990. Mahkamov fungió a la vez como primer secretario y presidente, pero fue forzado a renunciar en agosto de 1991 debido a la impopularidad de su apoyo al golpe de agosto de 1991 en Moscú y las resultantes protestas callejeras en Dusambé. 
El 9 de septiembre de 1991 Tayikistán declaró su independencia bajo la presidencia interina de Aslonov  para después dar paso a la presidencia de Rahmon Nabiyev. Sin embargo su victoria en las elecciones presidenciales, representaba la vuelta al poder de un comunista de la "vieja guardia" soviética (también de etnia tayika). Esto fue contestado por la oposición mezclada de nacionalistas liberales y de islamistas. Los enfrentamientos políticos fueron una expresión de las luchas por el poder entre los diferentes grupos étnicos y regionales que terminaron por estallar en la guerra civil de Tayikistán (1992-1997). Desde 1992, Emomalii Rahmon ha mantenido el cargo de presidente del país bajo constantes criticadas de falta de transparencia por observadores internacionales.

## Elección

### Elegibilidad
Según la constitución tayika de 1992 (revisada en 2016) podrá presentarse como candidato a la presidencia de la República de Tayikistán toda persona que tenga al menos 30 años de edad, que posea la ciudadanía de la República de Tayikistán únicamente, que posea un título universitario, que conozca el idioma oficial y que haya residido en la República al menos durante 10 años. Podrá inscribirse como candidato a la presidencia toda persona cuya candidatura haya obtenido al menos el 5% de las firmas del electorado (artículo 65)

### Elecciones presidenciales
El presidente es elegido por los ciudadanos de Tayiskistán mediante sufragio universal, igual y directo mediante votación secreta. La elección del presidente se considera válida si en ella ha participado más de la mitad del electorado. se considera elegido el candidato al cargo de presidente por el que haya votado más de la mitad de los electores que han participado en la elección. El procedimiento para la elección del presidente está determinado por una ley constitucional (artículo 66).

### Toma de posesión
En el artículo 67 se indica que el presidente electo, antes de asumir el cargo, presta el siguiente juramento en la sesión conjunta de la Asamblea Suprema de Tayikistán:
Yo, como presidente, juro proteger la Constitución y las leyes de la República, garantizar la seguridad de los derechos, las libertades, el honor y la dignidad de los ciudadanos, proteger la integridad territorial, la independencia política, económica y cultural de Tayikistán, y servir fielmente al pueblo.
Los poderes del presidente terminan desde el momento en que un presidente recién elegido presta juramento.

## Mandato
La Constitución del país determina, en su artículo 65, que el presidente es elegido para un mandato de 7 años pudiendo renovar su mandato una única vez. Sin embargo, en el mismo artículo se indica que esta limitación no se aplica al presidente Rahmon. Explicitamente el artículo dice: 
La limitación estipulada en la cuarta parte de este artículo no se aplica al Fundador de la Paz y la Unidad. Nacional
En caso de muerte, renuncia o reconocimiento de incapacidad del presidente, sus obligaciones se transfieren al presidente de la Asamblea Nacional (Majlisi mili), la cámara alta de la Asamblea Suprema del país, hasta que asuma el cargo el nuevo presidente electo. En tales casos, las elecciones presidenciales se celebran en un plazo de tres meses (artículo 71). Este artículo también establece que el mandato presidencial pueden terminar si declara su renuncia en una sesión conjunta del Majlisi Milli y del Majlisi Namoyandagon (Cámara alta y baja respectivamente), si la mayoría de los miembros del Majlisi Milli y los diputados del Majlisi Namoyandagon, votando en cada Majlisi por separado, votan a favor. 
Si el presidente no puede cumplir con sus obligaciones debido a una enfermedad, ambos Majlis en su sesión conjunta, basándose en la conclusión de la comisión médica estatal creada por ellos, toman la decisión sobre la liberación anticipada del presidente del cargo por no menos de dos tercios de los votos de todos los miembros y diputados de cada Majlisi. 

## Incompatibilidades y derechos
En su artículo 68, la Constitución determina que el presidente no tiene derecho a desempeñar ningún otro cargo, ni a ser diputado de órganos representativos, ni a ejercer actividad empresarial. Además el presidente tiene derecho a inmunidad (artículo 72), quedado solamente privada de ella en caso de cometer un delito de traición al Estado según la decisión del Tribunal Constitucional adoptada por dos tercios de los votos de todos losmiembros del Majlisi Milli y de los diputados del Majlisi Namoyandagon que voten en cada Majlisi por separado.
La seguridad social, el servicio y la protección del presidente de la República de Tayikistán se rigen por la ley constitucional.

## Facultades constitucionales
Como otras constituciones republicanas, existe un extenso artículo que indica los poderes del presidente. En el caso de Tayikistán el artículo 69 determina que entre las facultades constitucionales del presidente estarían:
a) En cuanto a la política interior y exterior:
- Determina las orientaciones básicas de la política interior y exterior de la República.
- Representa a Tayikistán en el país y en las relaciones internacionales.
- Convoca referendos y elecciones al Majlisi Milli y al Majlisi Namoyandagon y a los órganos representativos locales.
- Firma leyes.
- Determina el sistema monetario e informa al Majlisi Milli y al Majlisi Namoyandagon sobre él.
- Administra el fondo de reserva.
- Dirige la conducción de la política exterior, firma tratados internacionales y los presenta para la aprobación del Majlisi Namoyandagon;
- Nombra a los jefes de las misiones diplomáticas en Estados extranjeros y a los representantes de la República ante organizaciones internacionales; 19. Acepta las credenciales de los jefes de las misiones diplomáticas extranjeras.

b) En relación al Primer ministro y el poder legislativo:
- Crea y suprime ministerios y comités estatales.
- Nombra y destituye al primer ministro y a otros miembros del Gobierno; presenta los decretos de nombramiento y destitución del primer ministro y de otros miembros del Gobierno a la sesión conjunta del Majlisi Milli y el Majlisi Namoyandagon para su aprobación;
- Nombra y destituye a los presidentes de la provincia autónoma de Gorno-Badakhshan, las provincias, la ciudad de Dusambé, las ciudades y los distritos, y los presenta para la aprobación del Majlis de Diputados del Pueblo correspondiente.
- Anula o suspende los actos de los órganos del poder ejecutivo en caso de que contradigan la Constitución y las leyes.

c) Nombramiento de cargos:
- Nombra y destituye al presidente del Banco Nacional, a sus adjuntos y presenta los decretos pertinentes para su aprobación en el Majlisi Namoyandagon.
- Presenta al Majlisi Milli candidatos para la elección y destitución del presidente, los vicepresidentes y los jueces del Tribunal Constitucional, el Tribunal Supremo y el Tribunal Superior Económico;
- Con el consentimiento del Majlisi Milli nombra y destituye al Procurador General y a sus adjuntos.
- Crea el aparato ejecutivo del presidente.
- Nombra y destituye a los jueces de los tribunales militares, del tribunal de la provincia autónoma de Gorno-Badakhshan, de las provincias, de la ciudad de Dusambé, de los tribunales de la ciudad y de los distritos, y a los jueces de los tribunales económicos de la provincia autónoma de Gorno-Badakhshan, de las provincias y de la ciudad de Dusambé.

d) En cuanto a la seguridad y defensa del país:
- Crea el Consejo de Seguridad y lo dirige.
- Es el Comandante en Jefe Supremo de las Fuerzas Armadas de Tayikistán; nombra y destituye a los comandantes de las Fuerzas Armadas de Tayikistán.
- Declara la ley marcial durante una amenaza real a la seguridad nacional y presenta el decreto correspondiente para su aprobación en la sesión conjunta del Majlisi Milli y el Majlisi Namoyandagon.
- Utiliza las Fuerzas Armadas de la República de Tayikistán fuera de sus fronteras para cumplir las obligaciones internacionales de Tayikistán con el consentimiento de la sesión conjunta del Majlisi Milli y el Majlisi Namoyandagon.
- Declara el estado de emergencia en todo el territorio de la República o en lugares individuales con la presentación inmediata del decreto correspondiente para su aprobación en la sesión conjunta del Majlisi Milli y el Majlisi Namoyandagon y notificación a las Naciones Unidas.

Finalmente el presidente de la República también puede resolver las cuestiones de ciudadanía; conceder asilo político; conceder indultos; conceder los más altos títulos, rangos diplomáticos y otros rangos y títulos especiales; otorgar a los ciudadanos premios, distinciones y títulos honorarios estatales de Tayikistán; y, finalmente, ejercer otros poderes previstos por la Constitución y las leyes.
El presidente, dentro de los límites de sus poderes, emite decretos y órdenes, informa a la sesión conjunta del Majlisi Milli y el Majlisi Namoyandagon sobre la situación del país, y somete cuestiones importantes y necesarias para su discusión en la sesión conjunta del Majlisi Milli y el Majlisi Namoyandagon (artículo 70)

## Vicepresidente de la República
El vicepresidente de Tayikistán ocupó uno de los cargos más altos en el país desde diciembre de 1990 hasta mayo de 1992. El vicepresidente de Tayikistán fue la segunda persona en el país después del presidente de la República y debía asumir la sucesión constitucional en caso de que el presidente no pudiera ejercer sus funciones.
| #   | Vicepresidente de la República | Inicio                 | Fin                 | Partido | Elecciones            | Presidente      |
| --- | ------------------------------ | ---------------------- | ------------------- | ------- | --------------------- | --------------- |
| 1.º | Izatullo Khayoyev (1936-2015)  | Diciembre de 1990      | 25 de junio de 1991 | КП ТССР | Elección presidencial | Qahhor Mahkamov |
| 2.º | Narzullo Dustov (m. 2022)      | 2 de diciembre de 1991 | mayo de 1992        | HKT     | Elección presidencial | Rahmon Nabiyev  |

## Lista de presidentes (desde 1990)
| RSS de Tayikistán - República de Tayikistán (1990-1991) |                            |                                                                                     |                                                             |                                                             |             |                                     |
| 1°.                                                     |                            | Qahhor Mahkamov Қаҳҳор Маҳкамов (1932-2016) Presidente de la República              | 30 de noviembre de 1990                                     | 31 de agosto de 1991                                        | КП ТССР     | -                                   |
| -                                                       |                            | Qadriddin Aslonov Қадриддин Аслонов (1947-1992) Presidente interino de la República | 31 de agosto de 1991                                        | 9 de septiembre de 1991                                     | КП ТССР     | -                                   |
| República de Tayikistán (desde 1991)                    |                            |                                                                                     |                                                             |                                                             |             |                                     |
| -                                                       |                            | Qadriddin Aslonov Қадриддин Аслонов (1947-1992) Presidente interino de la República | 9 de septiembre de 1991                                     | 23 de septiembre de 1991                                    | КП ТССР     | -                                   |
| 2°.                                                     |                            | Rahmon Nabiyev Раҳмон Набиев (1930-1993) Presidente de la República                 | 23 de septiembre de 1991                                    | 6 de octubre de 1991                                        | HKT         | -                                   |
| -                                                       |                            | Akbarsho Iskandarov Акбаршо Искандаров (n. 1951) Presidente del Sóviet Supremo      | 6 de octubre de 1991                                        | 2 de diciembre de 1991                                      | HKT         | Presidente interino de la República |
| 2°.                                                     |                            | Rahmon Nabiyev Раҳмон Набиев (1930-1993) Presidente de la República                 | 2 de diciembre de 1991                                      | 7 de septiembre de 1992                                     | HKT         | 1991                                |
| -                                                       |                            | Akbarsho Iskandarov Акбаршо Искандаров (n. 1951) Presidente del Sóviet Supremo      | 7 de septiembre de 1992                                     | 20 de noviembre de 1992                                     | HKT         | Presidente interino de la República |
| -                                                       |                            | Emomali Rahmon Эмомалии Шари́пович Раҳмон (n. 1952)                                  | Presidente del Sóviet Supremo de la República de Tayikistán | Presidente del Sóviet Supremo de la República de Tayikistán | Indep.      | 1994                                |
| -                                                       | 20 de noviembre de 1992    | Emomali Rahmon Эмомалии Шари́пович Раҳмон (n. 1952)                                  | 16 de noviembre de 1994                                     |                                                             | Indep.      | 1994                                |
| 3.                                                      | Presidente de la República | Presidente de la República                                                          | HXDT                                                        | 1999 2006 2013 2020                                         |             |                                     |
| 3.                                                      | 16 de noviembre de 1994    | Emomali Rahmon Эмомалии Шари́пович Раҳмон (n. 1952)                                  | HXDT                                                        | 1999 2006 2013 2020                                         | en el cargo |                                     |